# 13. kongres Svazu komunistů Jugoslávie
13. kongres Svazu komunistů Jugoslávie se konal ve dnech 25.-28. června 1986 v Bělehradu (nedlouho poté, co se odehrály sjezdy republikových a oblastních komunistických organizací). 
Účastnilo se ho přes sedmnáct set delegátů, kromě toho byly přítomné i delegace ze zahraničí. Bylo zvoleno nové do řady orgánů; cílem bylo dostat do popředí novou generaci politiků, která by nahradila předcházející kádry. Začala se tak postupně objevovat jména, která změnila celou zemi k nepoznání, jakými byl např. Slobodan Milošević, či Milan Kučan. Namísto hledání shody v celostátním rámci tak byl spíše potvrzen základní rozkol v podobě jugoslávského státu, kdy západní republiky tíhly k evropským vzorům, zatímco Srbsko se drželo centralistických a konzervativních pozic. Tento spor se během několika následujících let natolik prohloubil, že následující kongres, který se konal v lednu 1990, musel být přerušen, protože delegace Slovinska a Chorvatska na protest opustily sál a odcestovaly domů.